# Cserebogárformák
A cserebogárformák (Melolonthinae) a rovarok (Insecta) osztályának és a ganajtúrófélék (Scarabaeidae) családjának egyik alcsaládja. Az alcsaládba 28 élő és egy kihalt nemzetséget, valamint 11, nemzetségen kívüli nemet sorolunk.

## Életmódjuk
Növényekkel táplálkozó, néha kártékony bogarak. Egyedfejlődésük általában több évig tart. Lárváik a földben élnek; a pete csak nedves talajban kel ki. A lárva a talajban vízszintesen és függőlegesen is vándorol:
- a fiatal lárvák humuszevők,
- az idősebbek polifág gyökérfogyasztók.

A lárva a gyökeret elrágja, hámozza, gödrös mélyedéseket készít. Rágásával a másodlagosan károsító kórokozóknak is utat nyit.
Az imágók jóval kevesebb tápnövényen élnek, mint a lárvák. Tápnövényük leveleit szabálytalan szélű, karéjozó rágással károsítják. Tömeges elszaporodás (gradáció) idején a tápnövényeket tarra is rághatják.
A talajban lárva vagy imágó alakban telelnek.

## Rendszerezésük
Magyarországon leggyakoribb és legjelentősebb kártevő cserebogárfaj a májusi cserebogár (Melolontha melolontha).
További, ismert kártevő fajok:
- Az erdei cserebogár (Melolontha hippocastani) megjelenése és életmódja is hasonlít a májusi cserebogáréhoz. Főleg az alföldi tölgyerdőkben károsít.
- A kallócserebogár (Polyphylla fullo) a Kárpát-medencében homokos talajú élőhelyeken fordul elő. Fejlődési ciklusa 4 éves; mind a négyszer lárva alakban telel át. Főleg a szőlőt, a gyümölcsfák csemetéit, a tölgyeket és a napraforgót károsítja.
- A keleti cserebogár (Anoxia orientalis) is homoktalajokon jellemző. Fejlődési ciklusa ugyancsak 4 éves, és mind a négyszer lárvaként telel át.
- A pusztai cserebogár (Anoxia pilosa) is homoktalajokon él. Fejlődési ciklusa 3 éves; mind a háromszor lárva alakban telel át. Tápnövénye az erdeifenyő.
- Az áprilisi cserebogár (vörhenyes cserebogár, Holochelus aequinoctialis) főleg a sík- és dombvidékek kötöttebb talajain él; a lárva főleg a szántóföldi növények gyökereit fogyasztja. Fejlődési ciklusa 3 éves; harmadszorra a kifejlett bogár telel át, és március-áprilisban rajzik. Az imágó nem táplálkozik.
- A tavaszvégi cserebogár (Rhizotrogus aestivus) szintén a sík- és dombvidékek kötöttebb talajain él; a lárva lágyszárú növények gyökereivel táplálkozik. Fejlődési ciklusa 3 éves; harmadszorra a kifejlett bogár telel át, és májusban rajzik. Az imágó nem táplálkozik.
- A közönséges sárgacserebogár (Amphimallon solstitiale) középkötött és laza talajokon fordul elő. Két év alatt fejlődik ki; mindkétszer a lárva telel át. Az imágó kártétele minimális.

Az alcsalád nemzetségbe nem sorolt nemei:
- Acoma
- Costelytra
- Hemictenius
- Mycernus
- Odontria
- Phyllotocus
- Prodontria
- Psilodontria
- Scythrodes
- Sericospilus
- Xenaclopus

## Magyarországon előforduló fajok
A lista nem feltétlenül teljes:
Melolontha (Fabricius, 1775)
Erdei cserebogár (Melolontha hippocastani) Fabricius, 1801
Májusi cserebogár (Melolontha melolontha) (Linnaeus, 1758)
Hamvas cserebogár (Melolontha pectoralis) Megerle von Mühlfeld, 1812